# Бестьяк
Бестья́к (фр. Bestiac, окс. Vestiac / Bestiac) — коммуна во Франции, находится в регионе Окситания. Департамент коммуны — Арьеж. Входит в состав кантона Ле-Кабан. Округ коммуны — Фуа.
Код INSEE коммуны — 09053.

## Население
Население коммуны на 2008 год составляло 18 человек.
| 1962 | 1968 | 1975 | 1982 | 1990 | 1999 | 2008 |
| ---- | ---- | ---- | ---- | ---- | ---- | ---- |
| 38   | 23   | 13   | 14   | 19   | 12   | 18   |

## Экономика
Вблизи Бестьяка разрабатывается тальковый карьер Тримун.
В 2007 году среди 11 человек в трудоспособном возрасте (15—64 лет) 10 были экономически активными, 1 — неактивным (показатель активности — 90,9 %, в 1999 году было 100,0 %). Из 10 активных работали 9 человек (5 мужчин и 4 женщины), безработной была 1 женщина. Среди 1 неактивного 0 человек были учащимися или студентами, 0 — пенсионерами, 1 был неактивным по другим причинам.